# Gianclaudio Bressa
Gianclaudio Bressa (Belluno, 16 gennaio 1956) è un politico italiano, senatore della Repubblica per il Partito Democratico dal 2018.
È stato sindaco di Belluno dal 22 dicembre 1990 al 7 giugno 1993, più volte sottosegretario di Stato alla Presidenza del Consiglio dei ministri, deputato alla Camera per cinque legislature (XIII, XIV, XV, XVI e XVII), ricoprendo vari incarichi parlamentari.

## Biografia
Dopo aver conseguito la maturità classica, ha lavorato per vari anni come consulente aziendale.
Ha iniziato la carriera politica con la Democrazia Cristiana (DC), dov'è stato eletto il 18 luglio 1988 consigliere comunale e ha ricoperto la carica di assessore nell'amministrazione comunale di Belluno fino al 1990.
Successivamente viene eletto a sindaco di Belluno dal 1990 al 1993. Ricopre nuovamente la carica di consigliere comunale fino a luglio 1995.
Nel 1994, con lo scioglimento della DC, aderisce alla rinascita del Partito Popolare Italiano (PPI) di Mino Martinazzoli, viene eletto deputato alle elezioni politiche del 1996.

### Deputato alla Camera
È stato sottosegretario di Stato alla funzione pubblica nei governi D'Alema I e Amato II, occupandosi soprattutto di norme a tutela delle minoranze linguistiche e di autonomie speciali, di funzione pubblica e di affari regionali e redigendo, nell'ambito della riforma del Titolo V della Costituzione, il nuovo comma 3 dell'articolo 116 dedicato all'autonomia differenziata.
Dopo aver confermato il suo seggio a Montecitorio nelle politiche del 2001, nelle liste della Margherita, è stato vicepresidente della Commissione Affari Costituzionali. Nel 2005 ha scritto il libro Quel "pasticciaccio brutto" della riforma costituzionale. 164 motivi per non volerla, in riferimento al tentativo di riforma costituzionale della Casa delle Libertà. Il volume raccoglie 164 interventi pronunciari in aula, ed è stato definito vagamente autocelebrativo.
Bressa è stato eletto per la terza volta alla Camera dei deputati nel 2006 con la lista dell'Ulivo, nella circoscrizione Trentino-Alto Adige-Südtirol. È presidente della Commissione dei Sei per l'autonomia della provincia autonoma di Bolzano e uno dei vicepresidenti del gruppo parlamentare dell'Ulivo-Partito Democratico.
Nel 2007 aderisce alla confluenza della Margherita nel Partito Democratico (PD), con cui alle elezioni politiche del 2008 viene rieletto deputato tra le sue liste.
Alle elezioni politiche del 2013 è stato eletto alla Camera dei deputati, come capolista tra le lista del Partito Democratico nella circoscrizione Trentino-Alto Adige. In quell'occasione è stato l'artefice dell'accordo elettorale tra il PD e Südtiroler Volkspartei.
Già membro della Commissione paritetica per le norme di attuazione dello statuto del Trentino Alto Adige, ne è diventato presidente il 4 febbraio 2014.

### Sottosegretario di Stato per gli affari regionali
In seguito alla fine del governo di Enrico Letta per volere del neo-segretario del PD Matteo Renzi per diventare Presidente del Consiglio, e alla seguente nascita del suo governo, il 28 febbraio 2014 viene nominato dal Consiglio dei ministri sottosegretario di Stato per gli affari regionali, incarico al quale viene confermato nel successivo governo presieduto da Paolo Gentiloni il 29 dicembre 2016.
Il 26 luglio 2017, in seguito alle dimissioni del ministro per gli affari regionali Enrico Costa, diventa sottosegretario di Stato alla Presidenza del Consiglio dei ministri con delega agli affari regionali nel governo Gentiloni.

### Elezione a senatore
Alle elezioni politiche del 2018 viene candidato al Senato della Repubblica nel collegio uninominale Trentino-Alto Adige - 01 (Bolzano), sostenuto dalla coalizione di centro-sinistra in quota PD, venendo eletto senatore con il 43,03% dei voti contro i candidati del centro-destra, in quota Lega, Massimo Bessone (25,45%) e del Movimento 5 Stelle Diego Nicolini (20,28%), grazie anche all'accordo con il Südtiroler Volkspartei. Durante la campagna elettorale ha fatto molto discutere la candidatura di Bressa nell'uninominale a Bolzano, assieme a quella di Maria Elena Boschi alla Camera, definita "candidatura imposta dall'alto", tanto che porta alla uscita dal PD di 14 esponenti altoatesini. Nel corso della XVIII legislatura s'iscrive al gruppo parlamentare Per le Autonomie (con Südtiroler Volkspartei, Partito Autonomista Trentino Tirolese e Union Valdôtaine), nonostante sia un esponente del PD, e ha fatto parte della 1ª Commissione Affari Costituzionali, della 4ª Commissione Difesa, della 11ª Commissione Lavoro pubblico e privato, previdenza sociale, della Commissione parlamentare d'inchiesta sulle condizioni di lavoro in Italia, sfruttamento e sicurezza nei luoghi di lavoro pubblici e privati, di cui è stato presidente, e della Commissione straordinaria per il contrasto dei fenomeni di intolleranza, razzismo, antisemitismo e istigazione all'odio e alla violenza.
A dicembre 2021 presenta un disegno di legge costituzionale, assieme ai senatori del PD Dario Parrini e Luigi Zanda, che vieta la rieleggibilità del presidente della Repubblica e l'abolizione il semestre bianco.
In vista delle elezioni politiche anticipate del 2022 non viene ricandidato al Parlamento, lasciandolo dopo 26 anni e 117 giorni di permanenza.

### Fuori dal Parlamento
In vista delle primarie del PD del 2023 Bressa, non condividendo la scelta di AreaDem di sostenere la deputata PD Elly Schlein, decide di abbandonarla assieme a Piero Fassino, Patrizia Toia e Francesca Puglisi per fondare la corrente Iniziativa Democratica (nome che rimanda a quella democristiana degli anni '50) e sostenere la mozione di Stefano Bonaccini, presidente della Regione Emilia-Romagna, ma viene sconfitto dalla Schlein.

## Vita privata
È compagno di Francesca Puglisi, deputata alla Camera dal 2013 al 2018 per il PD e sottosegretario al lavoro e le politiche sociali nel governo Conte II.

## Incarichi parlamentari

### Camera dei deputati

#### XIV legislatura
- Vicepresidente della I Commissione Affari Costituzionali (dal 21 giugno 2001 al 27 aprile 2006)[22]

#### XV legislatura
- I Commissione Affari Costituzionali (dal 6 giugno 2006 al 28 aprile 2008)[23]
- Giunta per il Regolamento (dall'8 maggio 2006 al 28 aprile 2008)[23]
- Comitato parlamentare di controllo sui servizi segreti (dall'11 luglio 2006 al 27 marzo 2007)[23]

#### XVI legislatura
- I Commissione Affari Costituzionali (dal 21 maggio 2008  al 14 marzo 2013)[24]
- Giunta per il Regolamento (dal 20 maggio 2008  al 14 marzo 2013)[24]

#### XVII legislatura
- I Commissione Affari Costituzionali (dal 7 maggio 2013 al 22 marzo 2018)
- Giunta per il regolamento (dal 2 aprile 2013 al 13 marzo 2014)
- Commissione speciale per l'esame degli atti urgenti presentati dal Governo (dal 26 marzo al 7 maggio 2013)

## Opere
- Gianclaudio Bressa, Quel "pasticciaccio brutto" della riforma costituzionale. 164 motivi per non volerla., Belluno, Tip. Piave, 2005.